# Compsothrips hookeri
Compsothrips hookeri är en insektsart som först beskrevs av Ian A. Hood 1916.  Compsothrips hookeri ingår i släktet Compsothrips och familjen rörtripsar. Inga underarter finns listade i Catalogue of Life.